# Juan Camer
Juan Camer Padula (nacido el 22 de marzo de 1922 en Campana, Buenos Aires, Argentina) es un ex-futbolista argentino. Jugaba de delantero y su primer club fue Tigre.

## Carrera
Comenzó su carrera en 1940 jugando para Tigre. Jugó para el club hasta 1943. En 1944 se trasladó a Newell's Old Boys. Juega para el equipo rojinegro hasta 1946. Ese año pasó a Racing Club, manteniéndose firme hasta 1947. En ese año se fue a Rosario Central. Juega para el equipo auriazul hasta 1948. Ese año se fue a España para formar parte de las filas de RCD Espanyol. Formó parte del equipo catalán hasta 1950. Ese año se traslada a CD Málaga, en donde juega hasta el año 1951, cuando se retira finalmente del fútbol profesional.

## Clubes
| Club              | País      | Año       |
| ----------------- | --------- | --------- |
| CA Tigre          | Argentina | 1940-1943 |
| Newell's Old Boys | Argentina | 1944-1946 |
| Racing Club       | Argentina | 1946-1947 |
| Rosario Central   | Argentina | 1947-1948 |
| RCD Espanyol      | España    | 1948-1950 |
| CD Málaga         | España    | 1950-1951 |
| CD Torres Novas   | Portugal  | 1952-1954 |